# Rinspeed Speed-Art
Der Rinspeed Speed-Art (auch Rinspeed Nissan 300 ZX "Speed-Art" oder Rinspeed Nissan "Speed-Art" genannt) ist ein Konzeptfahrzeug des in Zumikon in der Schweiz ansässigen Unternehmens Rinspeed. Der Wagen basiert auf dem Nissan 300ZX und wurde erstmals auf dem Genfer Auto-Salon 1992 anlässlich des Jubiläums „25 Jahre Nissan in der Schweiz“ vorgestellt. 
Bereits einen Monat zuvor wurde der Wagen auf dem Hockenheimring getestet. Dabei wurde eine Höchstgeschwindigkeit von über 300 km/h festgestellt.   

## Design
Der Speed-Art wurde vom Schweizer Kunstmaler Rolf Knie mit rund 420 Pferden bemalt, um dem Motto „Kunst, Auto und Geschwindigkeit“, unter dem der Auto-Salon in jenem Jahr stand, gerecht zu werden. Außerdem symbolisieren die Tiere die von serienmäßig 283 PS (208 kW) auf 420 PS (310 kW) gesteigerte Leistung des Wagens. 

## Technik
Neben der Steigerung der PS-Anzahl erhielt das Auto größere Ladeluftkühler, eine angepasste Einspritzanlage, einen Hi-Flow-Auspuff und eine verstärkte Kupplung. Darüber hinaus wurden größere Turbolader eingebaut. 
Auch im Innenraum wurde der Wagen stark modifiziert. Neben einem Überrollbügel, der aufgrund der stärkeren Leistung verbaut wurde, ersetzte das Unternehmen die Seriensitze gegen Recaro Sportsitze. Außerdem verbaute es rote Vierpunktgurte und ein rot-schwarzes Lederinterieur. Die Technik im Cockpit des Wagens wurde ebenfalls leicht abgeändert, unter anderem installierte Rinspeed Ladedruck- und Auspufftemperaturanzeigen.